# Светлана Дичева
Светлана Дичева е българска журналистка, радиоводеща, писателка.

## Биография
Родена е на 14 януари 1960 г. в Пловдив. Завършва Френска гимназия в Сливен и специалност „Радиожурналистика“ в Софийския университет „Св. Климент Охридски“.
От 1985 година работи в програма „Хоризонт“ на Българското национално радио. Работи като водеща на едни от най-популярните радиопредавания като сутрешния блок „Преди всички“ и обедния информационен блок „12 плюс 3“. Води съботно радиошоу „Закуска на тревата“ по БНР.

## Творчество
През 2000 г. излиза първата ѝ белетристична книга „Балканският пророк“. В нея са включени повестта „Балканският пророк“ и двайсет разказа. Печели наградата на фондация „Българка“ за най-добра книга от жена авторка за 2000 г. Първият ѝ роман е „Мона и Магелан“. Следва романът „Лабиринт за романтични минотаври“.
По-нататък през годините са издадени: „Заекът на Гала. Роман“, 2010; „Роял в мазето“, 2013; „Парти за разглезени самотници“, 2014 – сборник разкази и новели; „Разкази от черен шоколад“, 2017.